# Ciudad de pobres corazones (serie de televisión)
Ciudad de pobres corazones fue una serie de televisión de drama policial argentina emitida por América TV. La trama gira en torno a a un grupo de policías que buscan hacer justicia por mano propia. Está protagonizada por Rodolfo Bebán, Luisa Kuliok, Osvaldo Sabatini, Matías Santoiani, Patricio Contreras y Eleonora Wexler. Fue estrenada el miércoles 16 de octubre de 2002 y finalizó el 31 de diciembre de ese año.

## Sinopsis
En la División Homicidios de una precaria comisaría de Banfield hay una brigada especial de policías que están dispuestos a omitir los detalles de ciertos operativos cuando se trata de "hacer justicia" por sus propios medios, ya que todos sus integrantes en el pasado perdieron a un ser querido en algún hecho violento y la Justicia no actuó como esperaban, por lo cual, a partir de esto ellos se encargarán de aplicar sus propios métodos con las situaciones de delincuencia sin importarles lo que hagan sus superiores, para así también no dejar que nadie vuelva a pasar por lo que ellos vivieron.

## Elenco

### Principal
- Rodolfo Bebán como Miller.
- Luisa Kuliok como Ana Franco.
- Osvaldo Sabatini como Pedro Rivas.
- Matías Santoiani como Fabián.
- Patricio Contreras como Alfredo Ruiz.
- Eleonora Wexler como Gloria.

### Secundario
- Ernesto Larrese como Senador.
- Héctor Calori como Molina.
- Martín Gianola como Delincuente.
- Emilio Bardi como Argüello.
- Diego Alonso como Rolo.

## Recepción

### Comentarios de la crítica
La serie recibió críticas positivas por parte de la prensa, que destacó la originalidad de la trama y las actuaciones de Patricio Contreras y Eleonora Wexler. Miriam Molero del diario La Nación calificó a Ciudad de pobres corazones como «buena», diciendo que se «trata de una muy buena historia cuyo casting no está a la altura del perfil del proyecto», pero que a su vez el desarrollo de la trama de la serie «es fuerte, es buena, está bien contada. La dirección no es innovadora, pero es correcta. Sin embargo, el elenco no siempre es creíble. Con las excepciones de Contreras como el juez, Wexler como la policía cocainómana y Osvaldo Sabatini, que acierta en el fisic du rol, el resto del elenco no convence y resulta más bien una deslucida galería de caras famosas». Por su parte, el periódico Clarín remarcó que «el planteo, estético e ideológico, la narración, el ritmo, la dirección (de Leonardo Bechini), la mayoría de las actuaciones (a excepción de algunos momentos de Wexler y Contreras) y una producción a la que no le sobra nada, no escapan a lo más remanido del género».

### Premios y nominaciones
| Lista de premios y nominaciones | Lista de premios y nominaciones | Lista de premios y nominaciones        | Lista de premios y nominaciones | Lista de premios y nominaciones | Lista de premios y nominaciones |
| Año                             | Ceremonia de premiación         | Categoría                              | Nominado/a (s)                  | Resultado                       | Ref(s)                          |
| ------------------------------- | ------------------------------- | -------------------------------------- | ------------------------------- | ------------------------------- | ------------------------------- |
| 2002                            | Premios Martín Fierro           | Mejor Actriz de Unitario y/o Miniserie | Eleonora Wexler                 | Nominada                        | [ 8 ]                           |